# Airmont
Airmont is een plaats (village) in de Amerikaanse staat New York, en valt bestuurlijk gezien onder Rockland County.

## Demografie
Bij de volkstelling in 2000 werd het aantal inwoners vastgesteld op 7799.
In 2006 is het aantal inwoners door het United States Census Bureau geschat op 8647, een stijging van 848 (10,9%).

## Geografie
Volgens het United States Census Bureau beslaat de plaats een oppervlakte van
11,9 km², geheel bestaande uit land.

## Plaatsen in de nabije omgeving
De onderstaande figuur toont nabijgelegen plaatsen in een straal van 4 km rond Airmont.